# Marco Tamburini

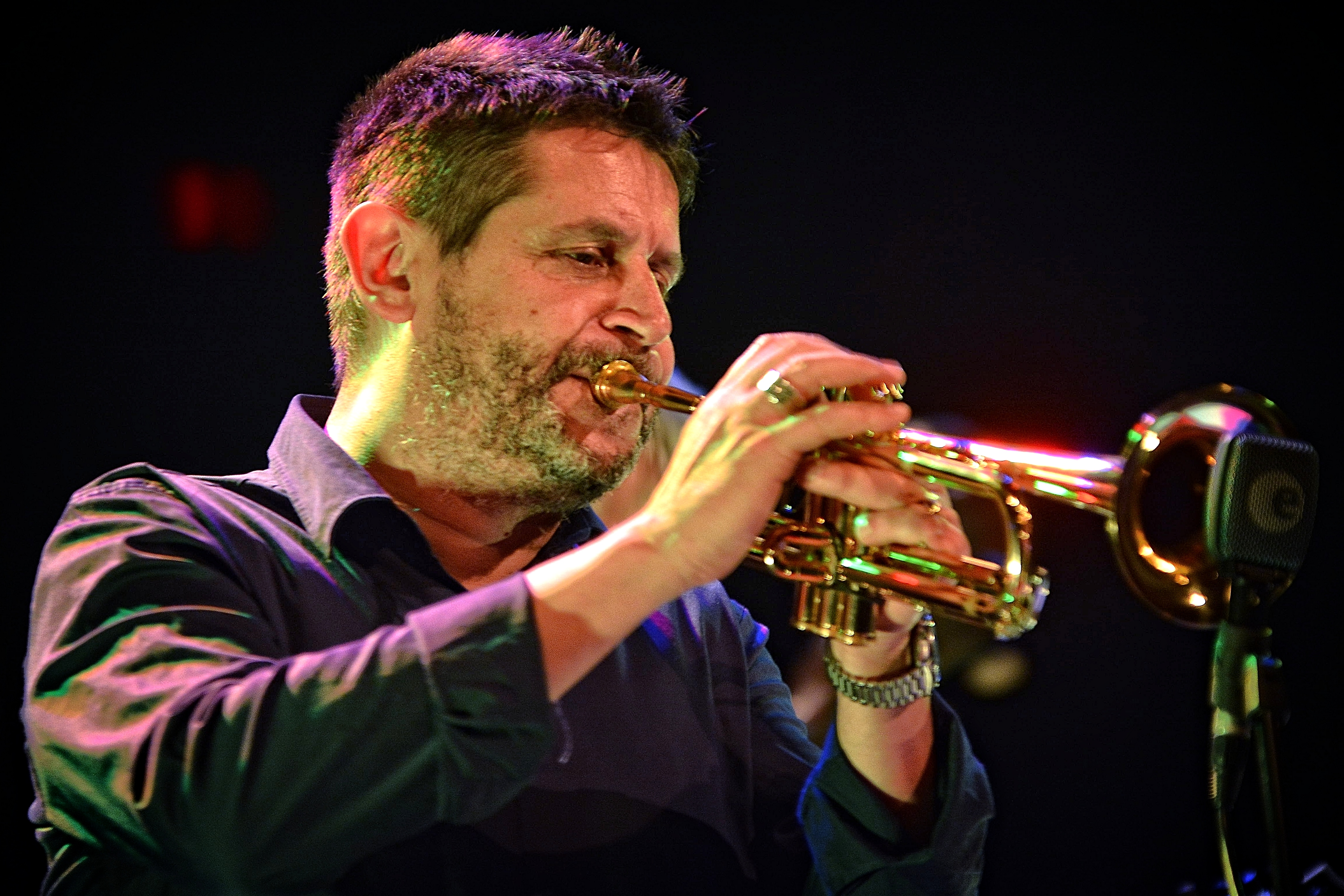
Marco Tamburini, 2015

Marco Tamburini (* 30. Mai 1959; † 29. Mai 2015 in Bologna) war ein italienischer Jazztrompeter.

## Leben und Wirken
Tamburini, der ab den 1980er-Jahren in der italienischen Jazzszene aktiv war, arbeitete u. a. mit Guido Manusardi, Phil Woods, Claudio Fasoli, Stefano Bollani und Jimmy Cobb. 1991 nahm er sein Debütalbum Thinking of You auf, an dem Marcello Tonolo (Piano), Piero Leveratto (Bass) und Alfred Kramer (Schlagzeug) mitwirkten.  Er spielte u. a. außerdem in den Formationen The Boparazzi, Keptorchestra, Collettivo Soleluna, Grande Orchestra Nazionale Di Jazz (A.M.J.), Italian Trumpet Summit und im Lydian Sound Orchestra. Im Bereich des Jazz war er zwischen 1987 und 2013 an 61 Aufnahmesessions beteiligt.
Marco Tamburini lehrte als Professor für Jazztrompete am Conservatorio di Musica "Francesco Venezze" in Rovigo.

## Diskographische Hinweise
- Trip of Emotion (Ermitage, 1996), u. a. mit Slide Hampton
- Two Days in New York (Caligola Records, 2000), mit Gary Bartz, Paul Jeffrey, George Cables, Marcello Tonolo, Ray Drummond, Billy Hart
- Feather Touch (Splasc(h), 2001), mit Roberto Rossi, Marcello Tonolo, Paolo Ghetti, Stefano Paolini
- The Trumpet in the 20th Century (2011), mit Stefano Bollani
- Amigavel (Caligola, 2007), mit Marcello Tonolo
- Isole (EmArcy Records, 2008)